# Hoya crassior
Hoya crassior är en oleanderväxtart som beskrevs av Bénédict Pierre Georges Hochreutiner. Hoya crassior ingår i släktet Hoya och familjen oleanderväxter. Inga underarter finns listade i Catalogue of Life.